# Tuloma
Die Tuloma (russisch Туло́ма; skoltsamisch Tuållâmjokk; finnisch Tuulomajoki) ist ein 64 km langer Zufluss des Arktischen Ozeans westlich der Halbinsel Kola jenseits des Polarkreises, im Norden Russlands.

## Verlauf
Die Tuloma entfließt etwa 65 km Luftlinie südwestlich des Oblastverwaltungszentrums Murmansk dem 745 km² großen Werchnetulomskoje-Stausee, dessen Wasserspiegel auf einer Höhe von 80 m liegt. Bis zur Errichtung der Talsperre in den 1960er-Jahren entfloss sie dort dem 78,9 km² großen See Notosero. Die Tuloma fließt fast geradlinig in nordöstlicher Richtung durch das bergige Gebiet der nördlichen Kola-Halbinsel bis zu ihrer Mündung in die äußerste Spitze der Kolabucht der Barentssee. Die Mündung befindet sich unmittelbar westlich der Kleinstadt Kola, zehn Kilometer südlich von Murmansk.
Die bedeutendsten Zuflüsse des Werchnetulomskoje-Stausees sind die Nota (Nuorttijoki) mit ihrem Nebenfluss Jawr (Jaurijoki) sowie die Lotta (finnisch Luttojoki, skoltsamisch Lått, nordsamisch Lotto oder Lohttu), die alle in Finnland entspringen. Die rechten Nota-Zuflüsse Wuwa und Girwas sowie die linken Lotta-Zuflüsse Akkim und Annama münden heute direkt in den Werchnetulomskoje-Stausee. Die bedeutendsten Nebenflüsse der eigentlichen Tuloma unterhalb des Stausees sind die Petscha von rechts sowie Schowna und Pjaiwe von links. Weniger als einen Kilometer östlich der Tuloma mündet der Fluss Kola in die Kolabucht.
An der Tuloma liegen die Siedlungen städtischen Typs Werchnetulomski und Murmaschi sowie die Kleinstadt Kola.

## Hydrologie
Das Einzugsgebiet des Flusses umfasst 21.500 km², davon das der eigentlichen Tuloma unterhalb des Werchnetulomskoje-Stausees 6.250 km².
Die mittlere Abflussmenge beträgt nahe der Mündung 228 m³/s mit einem mittleren monatlichen Minimum von 148 m³/s im März und einem mittleren monatlichen Maximum von 395 m³/s im Juni, wobei die Schwankungen im Jahresverlauf durch die Stauseen nivelliert werden. Die Tuloma ist damit der wasserreichste Fluss der Kola-Halbinsel. Die elf Kilometer des Unterlaufes vom Sperrwerk des Nischnetulomskoje-Stausees bis zur Mündung, auf denen der Fluss teils mehr als einen Kilometer breit ist, stehen unter Einwirkung der Gezeiten.
Die Tuloma friert zwischen Ende Dezember und Februar zu und bleibt bis zwischen April und Anfang Juni gefroren.

## Nutzung und Infrastruktur
Die Tuloma ist nicht schiffbar, wird aber für die Holzflößerei genutzt.
In den 1930er-Jahren wurde am Unterlauf des Flusses bei Murmaschi das Wasserkraftwerk Nischnetulomskaja GES („Unteres Tuloma-Wasserkraftwerk“) mit einer Leistung von (heute) 57,2 Megawatt errichtet. Der Stausee hat eine Fläche von 38 km². In den 1960er-Jahren wurde bei Werchnetulomski der Notosero-See mit den an seinem Abfluss befindlichen Padun-Wasserfällen zum Werchnetulomskoje-Stausee angestaut. Das dortige Wasserkraftwerk Werchnetulomskaja GES („Oberes Tuloma-Wasserkraftwerk“) ist mit einer installierten Leistung von 268 Megawatt das größte Nordwestrusslands. Heutiger Betreiber der Kraftwerke ist die aus mehreren nordwestrussischen Energieversorgern, darunter KolEnergo, hervorgegangene Aktiengesellschaft TGK-1 (TGC-1), die von der Gazprom Energoholdung kontrolliert wird.
Die Tuloma galt vor Errichtung der Staudämme als einer der besten Lachsflüsse der Region, vergleichbar mit dem Tanaelva (Tenojoki) an der finnisch-norwegischen Grenze. An beiden Kraftwerken wurden zwar Fischtreppen errichtet, doch nur der am unteren Staudamm erfüllt seinen Zweck so weit, dass sich der Bestand an der Tuloma und ihrem Nebenfluss Petscha auf niedrigerem Niveau erholen konnte.
Unweit der Mündung wird die Tuloma bei Kola von einer Straßenbrücke überquert. 2005 wurde gut zwei Kilometer unterhalb der Tuloma-Mündung die mehr als einen Kilometer lange, vierspurige Kolabucht-Brücke eröffnet, über die nun die zur norwegischen Grenze führende A138 verläuft. Am linken Tuloma-Ufer aufwärts führt die Regionalstraße R12 nach Werchnetulomski und weiter, den Werchnetulomskoje-Stausee nördlich umgehend, zur finnischen Grenze. Die Eisenbahnstrecke von Kola nach Nikel an der norwegischen Grenze kreuzt den Fluss oberhalb des Nischnetulomskaja-Wasserkraftwerkes bei Murmaschi.
| Name                  | Fertig- stellung | Leistung in MW | Jahres- leistung in GWh | Fallhöhe in m | Anzahl Turbinen | Betreiber |
| --------------------- | ---------------- | -------------- | ----------------------- | ------------- | --------------- | --------- |
| Nischnetulomskaja GES | 1938             | 57,2           | 250                     | 17,5          | 4               | TGC-1     |
| Werchnetulomskaja GES | 1966             | 268            | 800                     | 58,5          | 4               | TGC-1     |